# Couso (Campo Lameiro)
Couso (llamada oficialmente San Cristovo do Couso) es una parroquia y un lugar del municipio español de Campo Lameiro, en la provincia de Pontevedra, Galicia.

## Toponimia
La parroquia también es conocida por los nombres de San Cristóbal de Couso, San Cristóbal A. de Couso y San Cristovo de Couso.

## Historia
Hacia mediados del siglo XIX, el lugar, por entonces referido como una feligresía, tenía contabilizada una población de 852 habitantes. Aparece descrito en el séptimo volumen del Diccionario geográfico-estadístico-histórico de España y sus posesiones de Ultramar de Pascual Madoz con las siguientes palabras:

COUSO (San Cristobal de): felig. en la prov. de Pontevedra (3 leg.), part. jud. de Caldas de Reyes (1 1/2), ayunt. de Campo (1), dióc. de Santiago (6): sit. en lo mas elevado de la cord. que une el monte Cadebo con el de Acibal: combatida principalmente por los vientos del N. y O.; el clima es frio y seco, y las enfermedades mas comunes catarros y calenturas. Comprende ademas del l. de su nombre, los de Armonda, Brea, Castro, Cima de Vila, Fafid, Liñares, Padin, Morañó y Rozas, que reunen 216 casas. La igl. parr. bajo la advocacion de San Cristobal, es aneja de la de Sta. Maria de Moimenta: en la falda del Cadebo, y á la parte suprior del l. de Castro hay una ermita dedicada á la Virgen de la O. Confina el term. N. felig. de Cequeril (1/2 leg.); E. la de Moimenta (3/4); S. la de Campo (1), y O. la de Moraña (1/4). El terreno es de mediana calidad y se halla fertilizado por varias fuentes y por un riach. que nace en el monte Cadebo al E. de Castro; y atravesando la felig. con el nombre de Nabal, va á confluir en el Umia en San Martin de Lage. Atraviesa por el térm. el camino que desde los baños de Cuntis va á unirse con la nueva carretera de Pontevedra á Orense. El correo se recibe de Caldas de Reyes tres veces á la semana. prod.: maiz, centeno, habas y las mejores patatas de todo el pais; se cria mucho ganado vacuno, algun lanar y cabrio, y poco caballar; hay caza de conejos y perdices y pesca de truchas. ind. y comercio: la agricultura y molinos harineros en muy mal estado, consistiendo las especulaciones comerciales en la esportacion de ganado vacuno y maiz, é introduccion de tegidos de todas clases. pobl.: 230 vec., 852 alm. contr.: con su ayunt. (V.)
(Madoz, 1847, p. 157)

## Organización territorial
La parroquia está formada por ocho entidades de población:
- Castriño (O Castriño)
- Castro
- Cimadevila
- Couso (O Couso)
- Fafid (Fafiz)
- Liñares
- Padín
- Rozas

## Demografía

### Parroquia
| Gráfica de evolución demográfica de Couso (parroquia) entre 2000 y 2023 |
|                                                                         |
| Datos según el nomenclátor publicado por el INE.                        |

### Lugar
| Gráfica de evolución demográfica de Couso (lugar) entre 2000 y 2023 |
|                                                                     |
| Datos según el nomenclátor publicado por el INE.                    |

## Patrimonio
- Iglesia de San Cristóbal.[9]